# Deinbollia nyasica
Espèce
Statut de conservation UICN

 EN B1+2ac : En danger
Deinbollia nyasica est une espèce de plantes à fleurs du genre Deinbollia de la famille des Sapindaceae endémique du Malawi.